# Stowarzyszenie na rzecz Republiki – Republikańska Partia Czechosłowacji

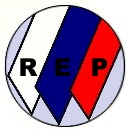
Logo republikanów

Stowarzyszenie na rzecz Republiki – Republikańska Partia Czechosłowacji (cz. Sdružení pro republiku – Republikánská strana Československa, SPR-RSČ) – czeska partia polityczna o profilu nacjonalistycznym i skrajnie prawicowym, działająca z przerwami od 1989, założona i kierowana przez cały okres działalności przez Miroslava Sládka.

## Historia
Partia powstała jesienią 1989 w okresie przemian politycznych, faktycznie zarejestrowana w 1990. W 1992 w wyborach do Czeskiej Rady Narodowej republikanie uzyskali 6,0% głosów i 14 mandatów. W wyborach w 1996 z wynikiem 8,0% głosów wprowadzili 18 przedstawicieli do Izby Poselskiej. Ugrupowanie pozostawało w opozycji, w 1998 otrzymało 3,9% głosów i znalazło się od tego czasu poza parlamentem. W 2001 partia została rozwiązana przez sąd z powodu nieprawidłowej działalności finansowej prowadzącej do jej bankructwa. Miroslav Sládek na jej bazie powołał wówczas partię Republikanie Miroslava Sládka (cz. Republikáni Miroslava Sládka), a w 2008 przekształcił ją w SPR-RSČ. Formacja nie uzyskała żadnego wpływu na czeską politykę, startowała bez efektów w wyborach w 2002 i 2010. W 2010 jej działalność została zawieszona, a 15 maja 2013 formacja została ostatecznie rozwiązana. Reaktywowano ją w 2016 pod nazwą Sdružení pro republiku – Republikánská strana Československa 2016 (przemianowaną w tym samym roku na SPR-RSČ Miroslava Sládka). Rok później w wyborach do Izby Poselskiej republikanie otrzymali 0,2% głosów.